# Minucia rufa
Minucia rufa là một loài bướm đêm trong họ Erebidae.